# Pin-Up (bande dessinée)
Pour les articles homonymes, voir Pin-up (homonymie).
Pin-Up est une série de bande dessinée créée par Berthet et Yann. Située dans le contexte de la seconde Guerre mondiale, de la guerre froide et de la guerre du Viêt Nam, elle mêle réalité (modèle de pin-up, guerre…) et fiction, avec de multiples clins d'œil à l'histoire du cinéma et de la bande dessinée.
Cette série narre les aventures chaotiques de Dorothy Partington, alias Dottie, au début jeune fille terriblement naïve et prête à tout pour son « Joe chéri ». Mais au fil des (més)aventures, son caractère se renforcera et dévoilera une personnalité forte et très attachante.

## Listes des albums

### 1ercycle:laGuerre du Pacifique
- 1 Remember Pearl Harbor[1], Dargaud, Bruxelles, septembre 1994
Scénario : Yann - Dessin : Philippe Berthet - Couleurs : Topaze
- 2 Poison Ivy[2], Dargaud, Bruxelles, janvier 1995
Scénario : Yann - Dessin : Philippe Berthet - Couleurs : Topaze
- 3 Flying Dottie[3], Dargaud, Bruxelles, décembre 1995
Scénario : Yann - Dessin : Philippe Berthet - Couleurs : Topaze

Joe, le fiancé de Dottie, est un de ces jeunes G.I. envoyé dans le Pacifique combattre l'ennemi japonais. Gonflé à bloc, il est persuadé que la victoire ne demandera pas plus de trois semaines. Quant à Dottie, au chômage, elle accepte de servir de modèle au dessinateur Milton, qui créé le comic-strip Poison Ivy afin de remonter le moral des troupes. Hélas, l'héroïne de papier prendra la place de Dottie dans le cœur de Joe…

### 2ecycle:laGuerre froide
- 4 Blackbird[4], Dargaud, Bruxelles, février 1998
Scénario : Yann - Dessin : Philippe Berthet - Couleurs : Topaze
- 5 Colonel Abel[5], Dargaud, Bruxelles, février 1999
Scénario : Yann - Dessin : Philippe Berthet - Couleurs : Topaze
- 6 Gladys[6], Dargaud, Bruxelles, juin 2000
Scénario : Yann - Dessin : Philippe Berthet - Couleurs : Topaze

En pleine guerre froide, un Lockheed U-2 américain est abattu par un missile au-dessus de l'Union soviétique, contraignant son pilote à sauter en parachute. Capturé vivant par les Soviétiques, il risque d'être exécuté par le KGB et passe pour un espion aux yeux de ses compatriotes. Sa famille en fait les frais et est violemment agressée. Sa seconde épouse, qui n'est autre que Dottie, sera à nouveau prête à tout pour disculper et sauver celui qu'elle aime, mais son passé de Poison Ivy la rattrapera…

### 3ecycle:Las Vegas
- 7 Las Vegas, Dargaud, Bruxelles, août 2001
Scénario : Yann - Dessin : Philippe Berthet - Couleurs : Bertrand Denoulet[7]
- 8 Big Bunny, Dargaud, Bruxelles, août 2002
Scénario : Yann - Dessin : Philippe Berthet - Couleurs : Bertrand Denoulet

Le célèbre mafiosi Bugsy Siegel est mort depuis vingt ans, mais plusieurs personnes à Las Vegas recherchent le magot qu'il a laissé. Un ancien de la guerre du Viêt Nam, Snake Eyes protège Hugh Hefner, puis Dottie, ce qui est altruiste, mais il veut aussi tuer Jane Fonda, parce qu'elle est l'un des leaders des militants pacifistes. Un hippy invalide de guerre aide Snake Eyes à s'enfuir lorsqu'il est pourchassé par la police pour sa tentative de meurtre.
- 9 Venin, Dargaud, Bruxelles, novembre 2005
Scénario : Yann - Dessin : Philippe Berthet - Couleurs : David D.

Notre belle héroïne est devenue la meilleure physionomiste de Las Vegas, arpentant le casino du Flamingo pour y débusquer les tricheurs professionnels. Mais la mafia locale qui règne en maître et dirige de main de fer les casinos n'est pas la seule à lorgner les bénéfices. Sur fond de guerre du Viêt Nam, Dottie n'aura pas la vie facile entre les mafiosi qui la harcèlent et un chanteur un peu trop collant…

### 4ecycle:Hollywood
- 10 Le dossier Alfred H., Dargaud, Bruxelles, septembre 2011
Scénario : Yann - Dessin : Philippe Berthet - Couleurs : David D.

Retour à la fin de la Seconde Guerre mondiale : durant l'été 1946, Dottie est l'assistante d'un détective privé de Los Angeles. Au détour d'une filature, elle tombe sur une jeune femme blessée et pourchassée mais celle-ci disparaît dès que Dottie a détourné les yeux. Notre héroïne se lance à sa recherche et son enquête la mène sur un plateau de cinéma, celui où se tourne un film réalisé par le grand Alfred Hitchcock. Ce dernier propose à Dottie de remplacer la starlette disparue…
La première case annonce une intrigue située en 1946, mais cette indication semble provenir d'une erreur du dessinateur ou du lettreur. En effet, le film dont Yann imagine le tournage s'intitule Schizo et son scénario renvoie à Psychose, qui est de 1960. À la fin de la planche 57, le personnage d'Alfred Hitchcock évoque son « ami Truffaut », alors que le vrai Truffaut n'a commencé ses entretiens avec Hitchcock qu'en 1955. Enfin, la phrase que prononce Hitchcock au début de la planche 55 (« Quel nigaud de cinéaste a bien pu oser affirmer un jour que “le cinéma c'est la vie”… ? ») fait référence à une formule qui fut écrite postérieurement aux années 1940.

## Spin-off
- À partir de 2006, Yann et Berthet publient Les Exploits de Poison Ivy qui narrent les aventures de l'héroïne créée par Milton.